# Huaycotinamoe
De huaycotinamoe (Rhynchotus maculicollis) is een vogel uit de familie tinamoes (Tinamidae). De wetenschappelijke naam van de soort is voor het eerst geldig gepubliceerd in 1867 door Gray.

## Beschrijving
De huaycotinamoe heeft een zwartgestreepte en zwartgestipt verenkleed.

## Voedsel
De huaycotinamoe eet vooral vruchten op de grond of van lage struiken. Hij eet ook kleine ongewervelden, bloemen, bladeren, zaden en wortels.

## Voortplanting
Het mannetje paart met verschillende vrouwtjes, die hun nest op de grond in dicht struikgewas bouwen. Het mannetje broedt de eieren uit en voedt de jongen op.

## Voorkomen
De soort komt voor in het noordwesten van Bolivia en het noordwesten van Argentinië.

## Beschermingsstatus
Op de Rode Lijst van de IUCN heeft de soort de status niet bedreigd.